# أولاد عزوز (أولاد سليمان)
أولاد عزوز هو دُوَّار يقع بجماعة البدوزة، إقليم آسفي، جهة مراكش آسفي في المملكة المغربية. ينتمي الدوّار لمشيخة أولاد سليمان التي تضم 14 دوار. يقدر عدد سكانه بـ 260 نسمة حسب الإحصاء الرسمي للسكان والسكنى لسنة 2004.

## روابط خارجية
- البوابة الوطنية للجماعات الترابية
- المندوبية السامية للتخطيط